# Keren Hayesod
Keren Hayesod (en hebreu: קרן היסוד) anomenada també United Israel Appeal, és una organització sionista amb seu a Jerusalem. Aquesta entitat gestiona les finances d'organitzacions com: el fons nacional jueu, l'organització sionista mundial i l'agència jueva. Keren Hayesod va ser fundada per un decret del comitè sionista de Londres en 1920, i es va constituir com a organització en 1921.
Amb la creació de l'Estat d'Israel, l'organització Keren Hayesod va cobrir una part de les despeses de l'esforç d'immigració i integració, va finançar els assentaments, la seguretat, la formació professional, la gestió dels recursos hídrics, les obres públiques, les ajudes per atur, la construcció i la inversió en les empreses financeres principals, en les empreses productores d'electricitat, les plantes mineres del Mar Mort i l'empresa naviliera nacional Zim Integrated Shipping Services.
Fins a 1948, l'associació Keren Hayesod va recuperar la suma de 143 milions de dòlars estatunidencs, la qual cosa va permetre finançar la immigració i l'absorció de mig milió d'immigrants, i va ajudar a fundar 257 assentaments en tota la superfície d'Israel.
Des del naixement del país, Keren Hayesod compleix amb les seves funcions, en col·laboració amb l'Estat d'Israel, en els camps de la immigració, la integració social i els assentaments. Els pressupostos disponibles provenen principalment de milionaris jueus que viuen en la diàspora. Es beneficien d'aquestes ajudes 1.400.000 immigrants procedents de diversos països del món.
Keren Hayesod també ajuda igualment a 96.000 menors immigrants, pels quals ha creat i desenvolupat 500 assentaments agrícoles. Keren Hayesod ha construït també 250.000 habitatges, ha fundat llogarets on ha instal·lat a 250.000 immigrants, ha creat escoles d'aprenentatge intensiu de l'idioma hebreu, en les quals estudien 100.000 immigrants. L'organització Keren Hayesod està activa en 60 països i finança el treball de l'Agència Jueva per la Terra d'Israel. Al capdavant de l'organització hi ha un comitè amb seu a Jerusalem.